# Ямасіта Йосітеру
Йосітеру Ямасіта (яп. 山下 芳輝, нар. 21 листопада 1977, Фукуока) — японський футболіст, що грав на позиції нападника.
Виступав, зокрема, за клуб «Авіспа Фукуока», а також національну збірну Японії.

## Клубна кар'єра
У дорослому футболі дебютував 1996 року виступами за команду «Авіспа Фукуока», в якій провів шість сезонів, взявши участь у 118 матчах чемпіонату. Більшість часу, проведеного у складі «Авіспа Фукуока», був основним гравцем атакувальної ланки команди.
Згодом з 2002 по 2007 рік грав у складі команд клубів «Вегалта Сендай», «Касіва Рейсол», «Омія Ардія» та «Тотіґі».
Завершив професійну ігрову кар'єру у клубі «Рюкю», за який виступав протягом 2008—2010 років.

## Виступи за збірну
У 1997 році був учасником молодіжного чемпіонату світу в Малайзії, де японці дійшли до чвертьфіналу.
Не маючи жодного матчу за першу збірну, у її складі Ямасіта був учасником розіграшу Кубка конфедерацій 2001 року в Японії і Південній Кореї, де і дебютував за національну збірну 4 червня 2001 року проти Бразилії (0:0). В підсумку японці стали фіналістами турніру і здобули «срібло».
Всього протягом кар'єри у національній команді провів у формі головної команди країни лише 3 матчі.

## Статистика

### Клубна
| Чемпіонат | Чемпіонат        | Чемпіонат   | Ліга | Ліга | Кубок            | Кубок            | Кубок ліги      | Кубок ліги      | Всього | Всього |
| Сезон     | Клуб             | Ліга        | Ігри | Голи | Ігри             | Голи             | Ігри            | Голи            | Ігри   | Голи   |
| Японія    | Японія           | Японія      | Ліга | Ліга | Кубок Імператора | Кубок Імператора | Кубок Джей-ліги | Кубок Джей-ліги | Всього | Всього |
| --------- | ---------------- | ----------- | ---- | ---- | ---------------- | ---------------- | --------------- | --------------- | ------ | ------ |
| 1996      | «Авіспа Фукуока» | Джей-ліга   | 19   | 2    | 2                | 2                | 6               | 2               | 27     | 6      |
| 1997      | «Авіспа Фукуока» | Джей-ліга   | 13   | 3    | 3                | 0                | 6               | 0               | 22     | 3      |
| 1998      | «Авіспа Фукуока» | Джей-ліга   | 32   | 7    | 1                | 0                | 3               | 0               | 36     | 7      |
| 1999      | «Авіспа Фукуока» | Джей-ліга   | 25   | 6    | 2                | 1                | 1               | 0               | 28     | 7      |
| 2000      | «Авіспа Фукуока» | Джей-ліга   | 8    | 3    | 0                | 0                | 0               | 0               | 8      | 3      |
| 2001      | «Авіспа Фукуока» | Джей-ліга   | 21   | 6    | 1                | 0                | 3               | 1               | 25     | 7      |
| 2002      | «Вегалта Сендай» | Джей-ліга   | 30   | 10   | 1                | 0                | 0               | 0               | 31     | 10     |
| 2003      | «Вегалта Сендай» | Джей-ліга   | 29   | 4    | 1                | 1                | 4               | 1               | 34     | 6      |
| 2004      | «Касіва Рейсол»  | Джей-ліга   | 13   | 0    | 0                | 0                | 3               | 0               | 16     | 0      |
| 2005      | «Касіва Рейсол»  | Джей-ліга   | 9    | 1    | 0                | 0                | 2               | 0               | 11     | 1      |
| 2005      | «Омія Ардія»     | Джей-ліга   | 5    | 0    | 1                | 0                | 2               | 0               | 8      | 0      |
| 2006      | «Касіва Рейсол»  | Джей-ліга 2 | 5    | 0    | 0                | 0                | -               | -               | 5      | 0      |
| 2007      | «Тотігі»         | ЯФЛ         | 28   | 6    | 2                | 0                | -               | -               | 30     | 6      |
| 2008      | «Рюкю»           | ЯФЛ         | 31   | 6    | -                | -                | -               | -               | 31     | 6      |
| 2009      | «Рюкю»           | ЯФЛ         | 30   | 9    | -                | -                | -               | -               | 30     | 9      |
| 2010      | «Рюкю»           | ЯФЛ         | 32   | 4    | 0                | 0                | -               | -               | 32     | 4      |
| Всього    | Всього           | Всього      | 330  | 67   | 14               | 4                | 30              | 4               | 374    | 75     |

### Збірна
| Збірна Японії | Збірна Японії | Збірна Японії |
| Роки          | Ігри          | Голи          |
| ------------- | ------------- | ------------- |
| 2001          | 2             | 0             |
| 2002          | 0             | 0             |
| 2003          | 1             | 0             |
| Total         | 3             | 0             |